# Castelul Sant'Angelo

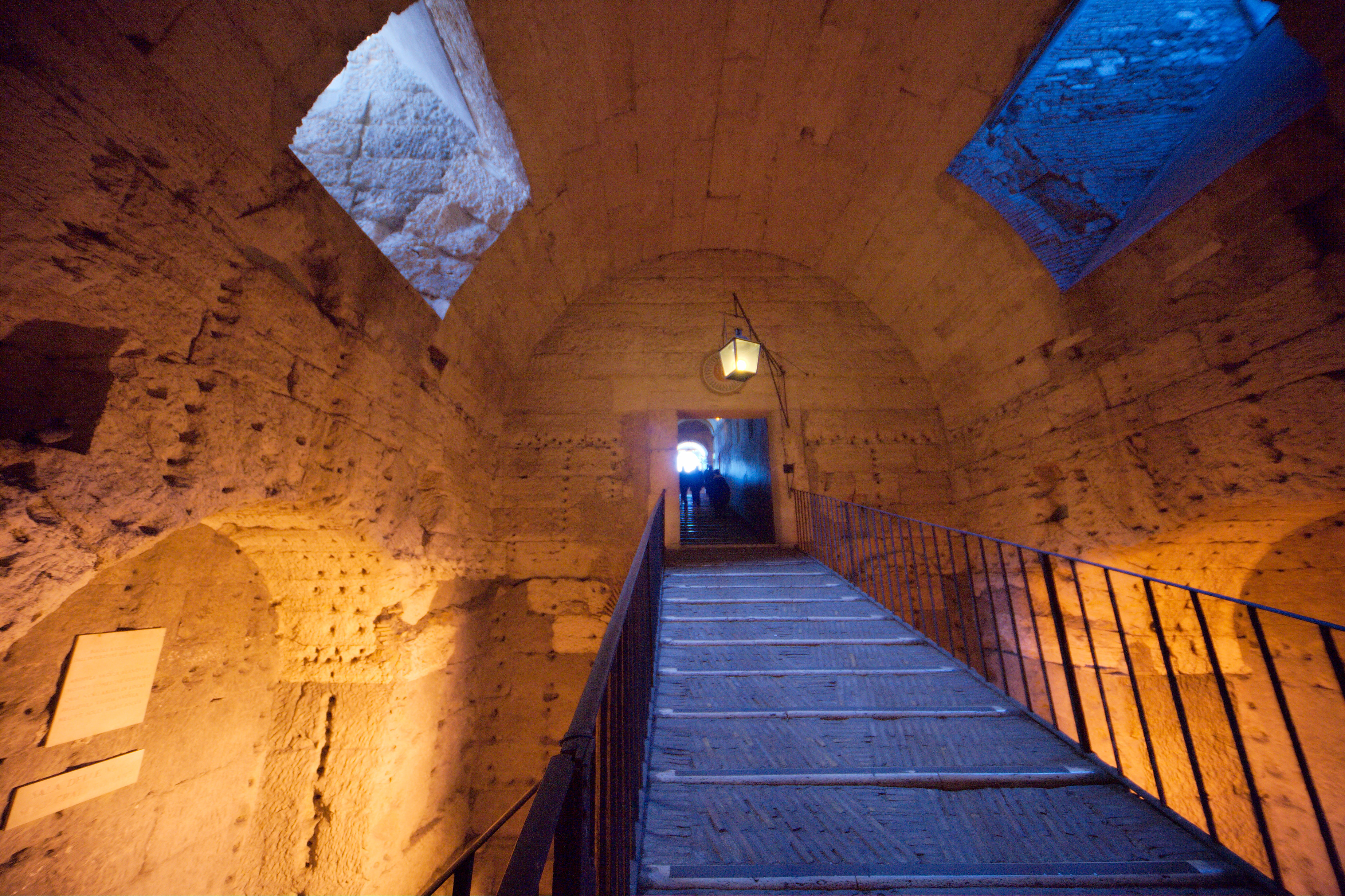
Interior

Castelul Sant'Angelo (Castelul Sfântului Înger) din Roma a fost inițial conceput ca mausoleu pentru împăratul Hadrian (76–138) și urmașii lui, ulterior papii l-au transformat în castel.

## Istoric

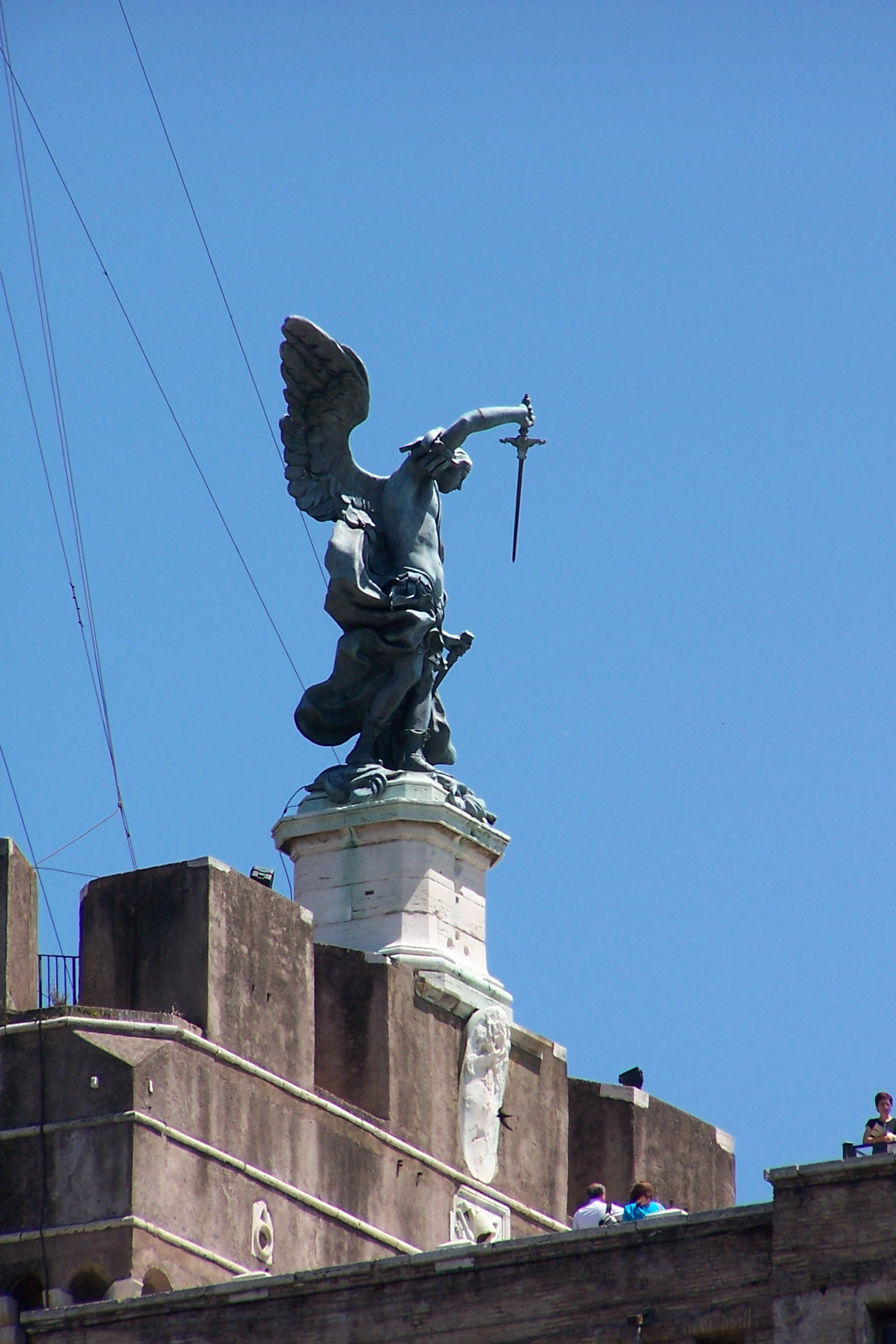
Statuia Arhanghelului Mihail

Construirea lui a început în ultima perioadă de domnie a împăratului roman Hadrian sub conducerea arhitectului  Demetrianus, și a fost terminat în anul 139 în timpul lui Antoninus Pius. Edificiul era cunoscut în Antichitate ca mormântul lui Hadrian, iar azi este numit Muzeul Hadrian, un templu a lui Hadrian de pe „Piazza di Pietra”. În mausoleu se află mormintele:
- împăratului roman Hadrian și soției lui Sabina
- împăratului roman Antoninus Pius și soției sale Faustina cea Bătrână
- împăratului roman Lucius Verus
- împăratului roman Marc Aureliu și soției sale Faustina cea Tânără
- împăratului roman Commodus
- împăratului roman Septimius Severus
- împăratului roman Marcus Aurelius Antoninus Bassianus numit Caracalla.

Mausoleul are formă circulară cu o înălțime de 20 m și cu un diametru de 64 m. El este construit din peperin o rocă vulcanică (tuf bazaltic) și opus caementitium (beton roman) acoperit cu travertin (un calcar din Tivoli) și un soclu dreptunghiular cu laturile de 84 – 89 m și înalt de 10–15 m acoperit cu marmură. Partea superioară a construcției avea probabil o grădină cu pini  (Cupressus). În centru era probabil un templu mic rotund. Pe vârf era quadriga (carul de luptă tras de patru cai) pe care era Hadrian reprezentat ca zeul soarelui. In centru se afla cavoul lui Hadrian cu inscripția:
ANIMULA VAGULA BLANDULA
HOSPES COMESQUE CORPORIS
QUAE NUNC ABIBIS
IN LOCA PALLIDULA RIGIDA NUDULA
NEC UT SOLES DABIS IOCAS.

### Pasajul Borgo

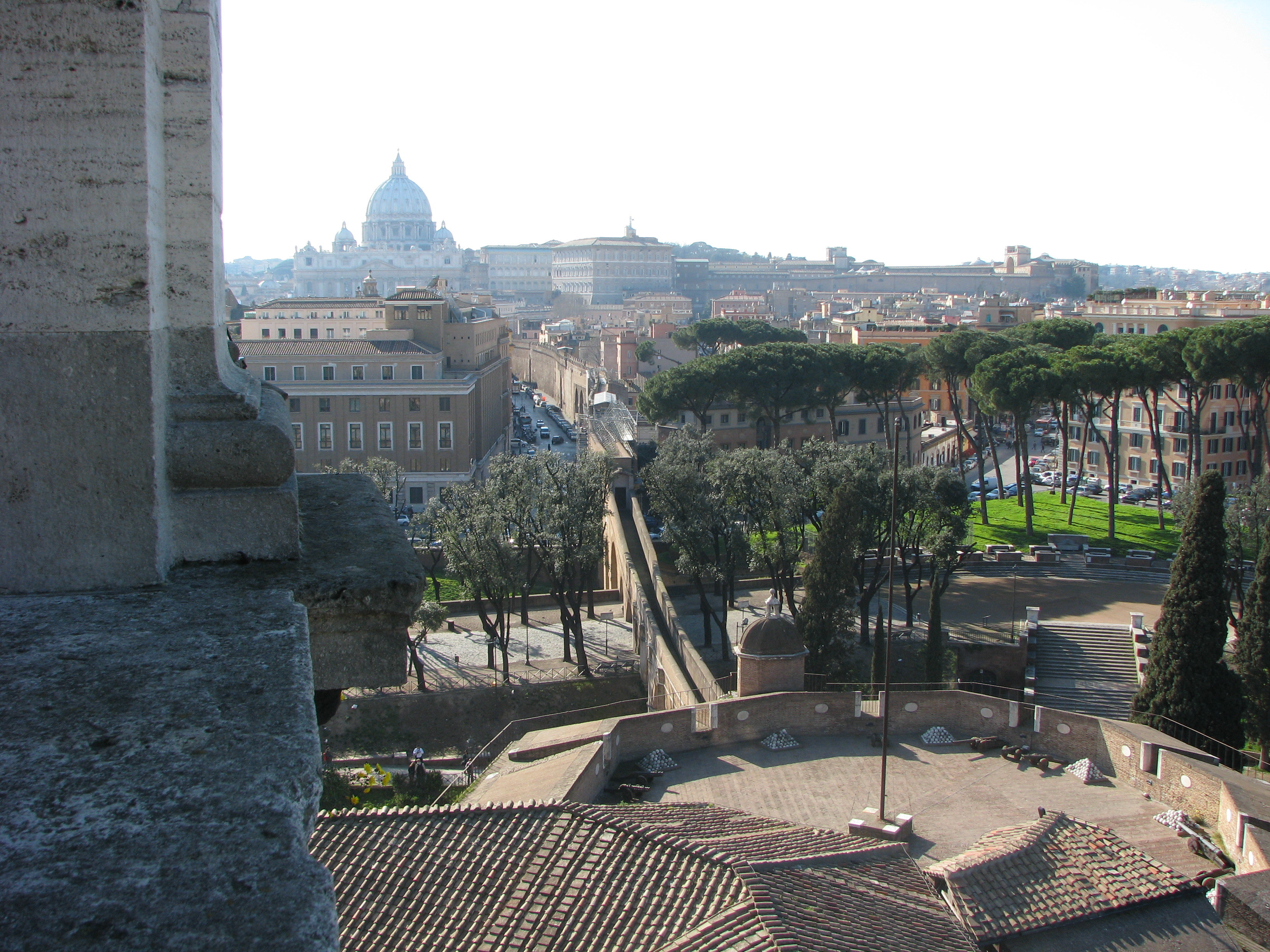
Pasajul Borgo
(Passetto di Borgo)

"Pasajul Borgo" (în italiană Passetto di Borgo) este un coridor îngust, aflat deasupra unui zid înalt de piatră lung de cca 800 m, care face legătura între Vatican și Castelul Sant'Angelo. Numele vine de la cartierul Borgo, traversat de zid. 
Comandat în anul 1277 de Papa Nicolae al III-lea, zidul cu coridorul secret s-a dovedit a fi o cale eficientă de evadare, în caz de asediu al Vaticanului, pentru unii papi care au urmat.
În anul 1494 papa Alexandru al VI-lea l-a folosit pentru a scăpa cu viață la invazia lui Carol al VIII-lea al Franței.
Papa Clement al VII-lea s-a refugiat cu succes în Castelul Sant’Angelo, prin intermediul său, în 1527, în timpul "Jefuirii Romei" (Sacco di Roma) de trupele dezlănțuite de mercenari ale Sfântului Imperiu German, care au ignorat ordinele împăratului Carol Quintul. 
Papa Pius al VII-lea a fugit în anul 1808, în fața trupelor lui Napoleon Bonaparte. 
În prezent Pasajul Borgo este deschis ocazional pentru vizitare turistică. Cheile coridorului se găsesc la Garda Elvețiană. 
Acest coridor secret a fost evocat în romanul „Îngeri și demoni” al lui Dan Brown.

## Proveniența numelui
Castelul Sant'Angelo a primit denumirea de azi în anul 590 când a bântuit epidemia de pestă în Roma. După legendă, papei Grigore cel Mare i-a apărut aici arhanghelul Mihail, care a ordonat sfârșitul epidemiei prin introducerea sabiei în teacă, sabie care simboliza mânia atotputernicului. Acest eveniment a fost materializat prin statuia arhanghelui pe vârful construcției. Între anii 1577–1753 s-a aflat pe acel loc un înger din marmură sculptat de „Guglielmo della Porta”. Azi statuia din marmură se află în curtea interioară, fiind înlocuită cu una din bronz, care este opera lui „Peter Anton von Verschaffelt”.

## Galerie

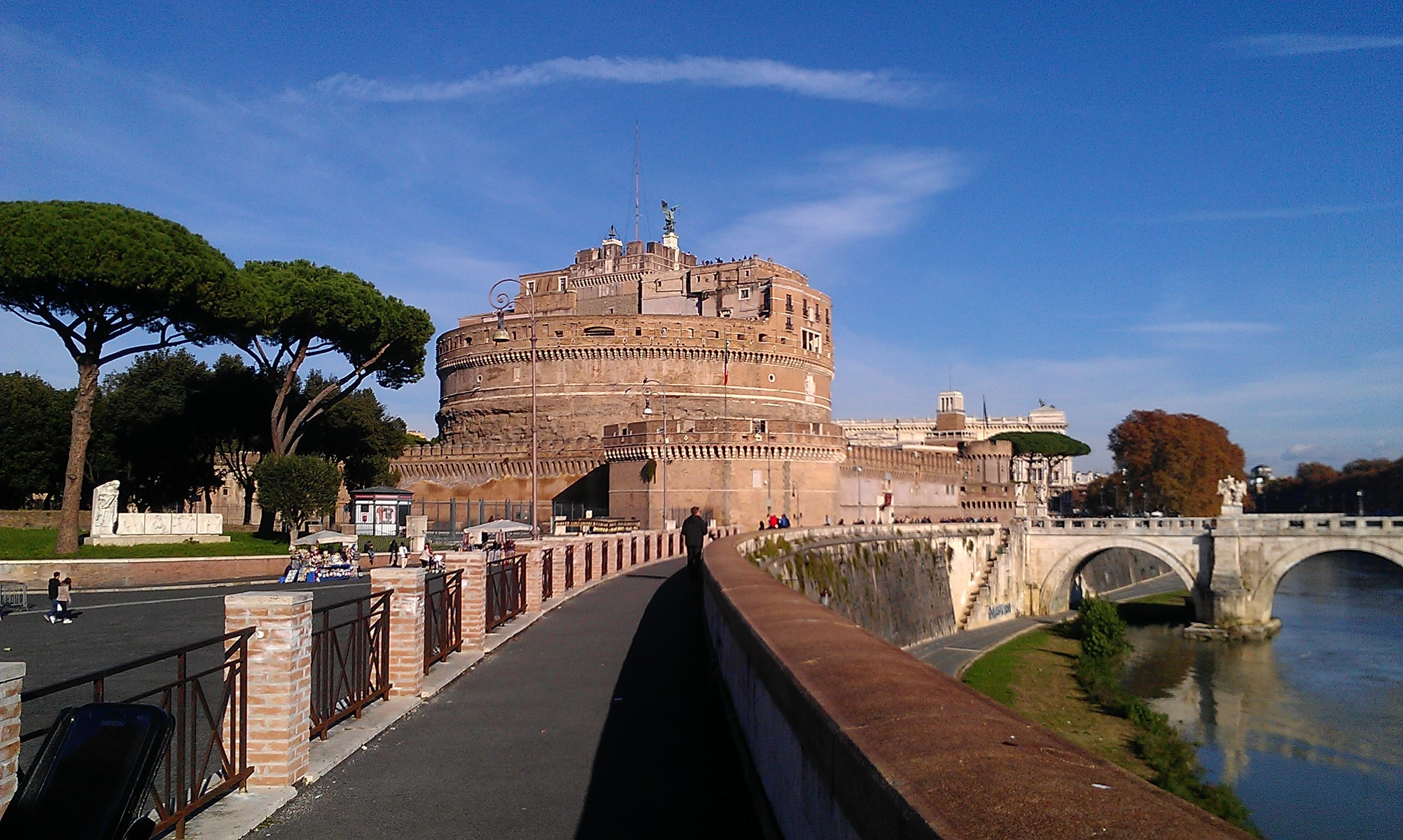
Intrarea spre Castelul Sant'Angelo.
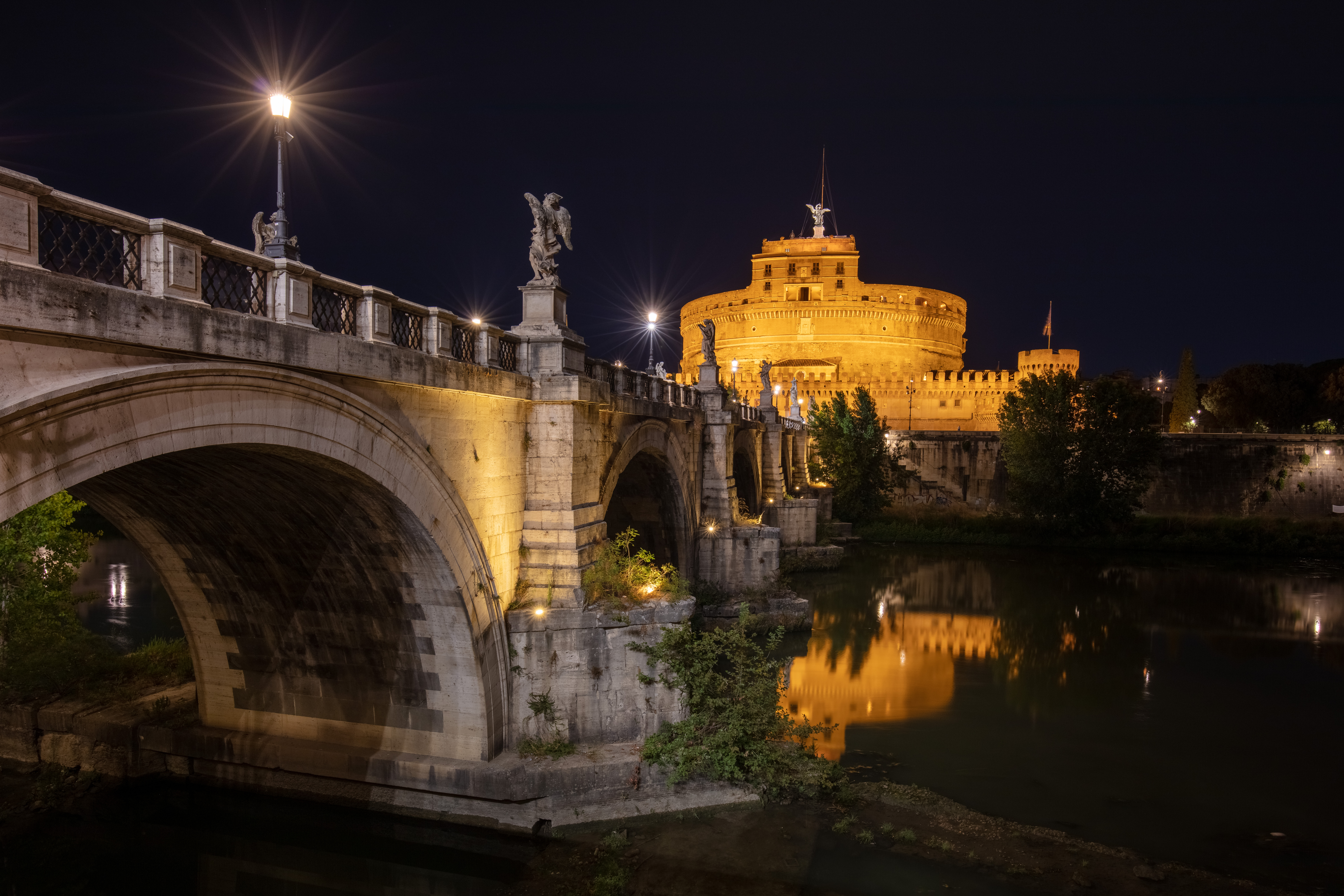
Viziune nocturnă.
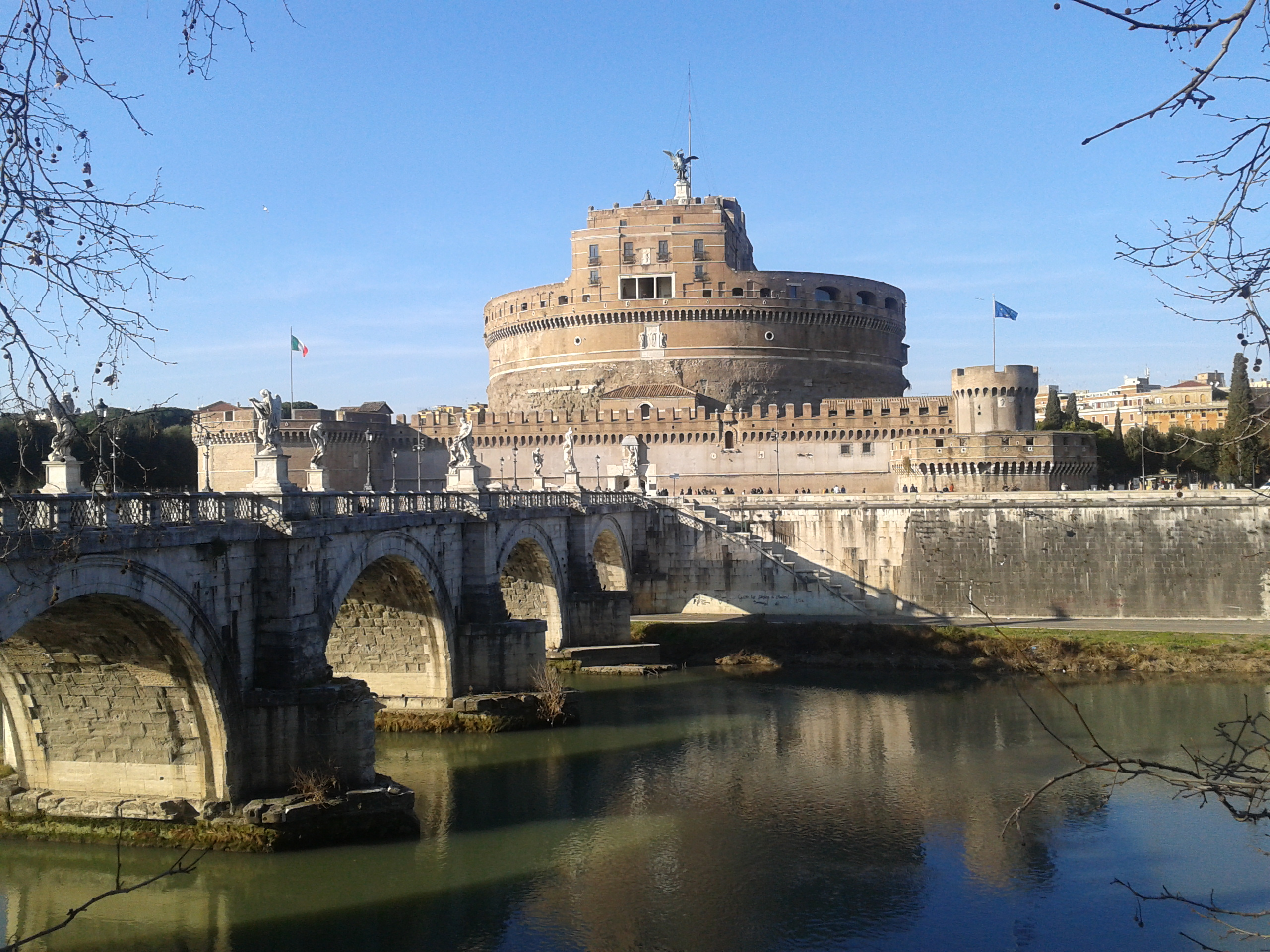
Castelul Sant'Angelo și Podul Sant'Angelo peste Tibru.
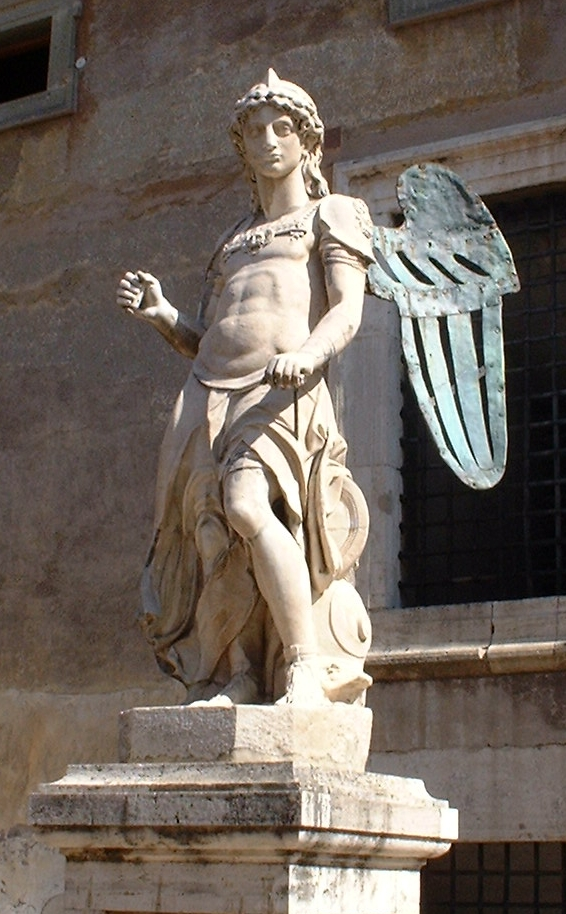
Îngerul original de Raffaello da Montelupo.
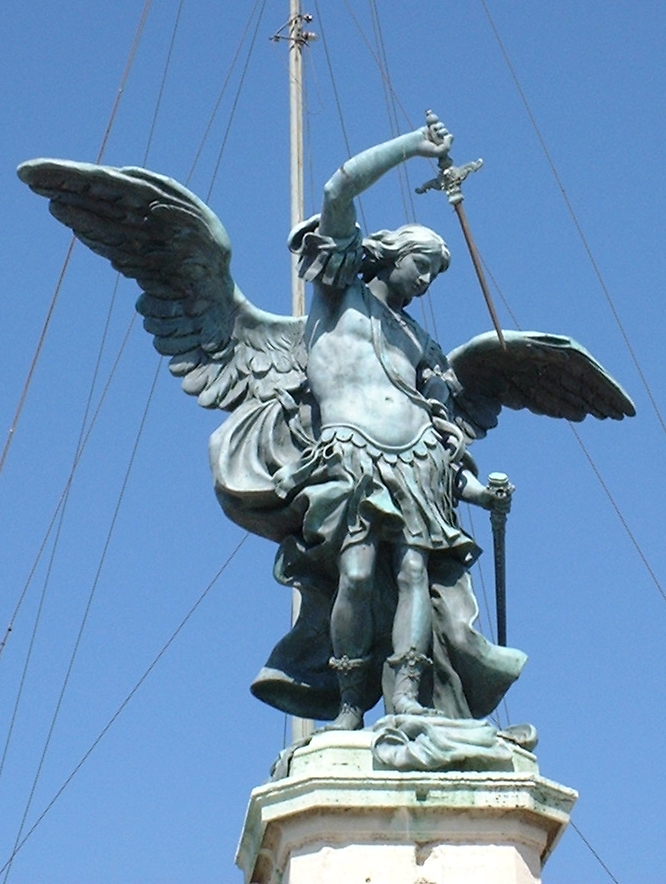
Statuia de bronz a Arhanghelului Mihail, aflat pe vârful Castelului Sant'Angelo, modelat în 1753 de Peter Anton von Verschaffelt (1710-1793).
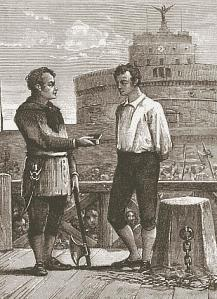
Giovanni Battista Bugatti, cavaler papal între 1796 și 1861 care oferă tutun unui condamnat prizonier în fața Castelului Sant'Angelo.